# Kropotkine, Rozdolne
Kropotkine (în ucraineană Кропоткіне) este un sat în comuna Cernîșove din raionul Rozdolne, Republica Autonomă Crimeea, Ucraina.

## Demografie
Componența lingvistică a localității Kropotkine
     Rusă (45,92%)
     Ucraineană (40,07%)
     Tătară crimeeană (12,34%)
     Belarusă (1,39%)
Conform recensământului din 2001, nu exista o limbă vorbită de majoritatea populației, aceasta fiind compusă din vorbitori de rusă (45,92%), ucraineană (40,07%), tătară crimeeană (12,34%) și belarusă (1,39%).